# Personaggi di Lucky Star
Questo è l'elenco dei personaggi che compaiono all'interno del manga Lucky Star e della serie animata che ne è stata tratta. La storia tratta di un gruppo di ragazze alle prese con le loro quotidiane esperienze e le gag scaturite da queste ultime.

## Personaggi principali
Konata Izumi (泉 こなた?, Izumi Konata)
Doppiata da: Aya Hirano (ed. giapponese) Anna Mazza (ed. italiana)
È una ragazza allegra, solare, sempre sorridente e caratterizzata da grandi occhi verdi e da una bassa statura, da una folta capigliatura color blu e da un "musetto" simile a quello di un coniglio, nonché da un neo sulla guancia sinistra, ereditato da suo padre assieme al colore dei capelli. È per il resto identica a sua madre, che purtroppo è mancata quando lei era ancora molto piccola. Per questo ha sempre vissuto col padre, grazie al quale è diventata una otaku; adoratrice degli anime, gioca in continuazione con videogiochi che spaziano dai MMORPG ai giochi per adulti, ed è una accanita lettrice di manga (non sopporta però le light novel) e colleziona qualsiasi cosa a loro correlata. I suoi passatempi si ripercuotono anche nella sua vita lavorativa: è infatti cameriera part time in un Cosplay Cafè, un bar a tema Anime e Manga dove lavora indossando un costume da Haruhi Suzumiya assieme alla compagna di scuola Patty. Proprio per queste sue passioni molto spesso trascura la scuola e i compiti, risultando pigra e non applicandosi abbastanza negli studi riducendosi, molto spesso, all'ultimo momento per preparare esami o compiti in classe, riuscendo sempre in qualche modo a cavarsela grazie ad una fortuna a dir poco proverbiale e all'aiuto di Kagami. Dalla parlantina sciolta e dalla battuta sempre pronta, ama stuzzicare proprio Kagami su vari argomenti (dal peso forma ai ragazzi) oltre che ad imbarcarsi, molte volte, in discorsi pieni di termini riguardanti il mondo dei manga e degli anime non venendo mai compresa dalle altre. Inoltre, è molto abile negli sport, come si vede nel primo episodio. Sembra che, nonostante ami provocarla, abbia un legame molto profondo con Kagami. È molto preoccupata a causa del suo seno piatto.
Kagami Hiiragi (柊 かがみ?, Hiiragi Kagami)
Doppiata da: Emiri Katō (ed. giapponese) Domitilla D'Amico  (ed. italiana)
È la sorella gemella di Tsukasa ed è la ragazza più responsabile del gruppo. Diligente, onesta, determinata e seria, è sempre lei a "mettere in riga" la sorella e Konata quando si comportano in maniera troppo infantile. È inoltre una gran studiosa e con le sue conoscenze risulta alcune volte persino più acculturata delle sorelle in età universitaria, le quali diverse volte rinunciano nell'aiutarla coi compiti perché, a detta loro, se non è capace lei di risolvere un problema o di rispondere ad una domanda, non può farcela nessun altro. Proprio grazie alla sua intelligenza viene tantissime volte supplicata da Konata per farsi prestare i suoi appunti o copiare per intero i compiti assegnati, che puntualmente la sua amica non svolge mai. Malgrado la sua personalità seria e giudiziosa mostra spesse volte un lato tenero e sensibile, come quando sogna di donare dei cioccolatini per San Valentino ad un ragazzo o quando "parla" col suo pesciolino rosso Goldie, animaletto vinto in un gioco ad una fiera di paese. Per questa sua apparenza "rude" e seria, in conflitto con il suo animo alla fine dolce e gentile, viene molto spesso chiamata con l'appellativo "tsundere" dalla sua amica Konata. Si preoccupa inoltre molto spesso della propria linea, argomento su cui si accanisce sempre con Konata assieme alla sua presunta irascibilità. È l'unica del gruppo ad essere suo malgrado in una classe differente.
Tsukasa Hiiragi (柊 つかさ?, Hiiragi Tsukasa)
Doppiata da: Kaori Fukuhara (ed. giapponese)  Loretta Di Pisa  (ed. italiana)
Sorella gemella di Kagami, è totalmente il suo opposto. Sbadata, poco abile negli studi, pasticciona e sempre con la testa fra le nuvole, sembra per queste sue caratteristiche quasi più giovane di sua sorella, rispetto alla quale è però molto più abile nei lavori in cucina e in quelli casalinghi. Pur essendo sostanzialmente ingenua e a tratti infantile, è molto gentile, dolce ed educata, nonché sempre allegra e ottimista, e non di rado dimostra di poter competere con Kagami e Miyuki se si tratta di soddisfare varie curiosità inerenti a domande poste di quando in quando da una delle ragazze della comitiva, come quando si ritrova a spiegare a tutte il significato del nome "Blue Hawaii" di un particolare gusto di granita, lasciando tutte spiazzate (in particolar modo Konata che, stupita dalla spiegazione, sentenziò simpaticamente ma con un pelo di amarezza e sotto voce che "quando si impara qualcosa da Tsukasa, si capisce proprio di aver toccato il fondo"). Ama inoltre dormire fino a tardi nei giorni di vacanza, venendo spesso rimproverata da Kagami, anche quando tende ad appisolarsi sul treno o in metropolitana. Ama inoltre mandare sms a tutte le sue amiche, sorella compresa anche se si trova in una stanza ad un metro da lei e non è molto abile nel suonare il flauto dolce.
Miyuki Takara (高良 みゆき?, Takara Miyuki)
Doppiata da: Aya Endō (ed. giapponese) Letizia Ciampa  (ed. italiana)
Intelligente, carina e proveniente da una famiglia agiata, Miyuki è molto sviluppata fisicamente (tanto da sembrare più grande delle altre) e questo provoca una certa invidia in Konata, che ad ogni modo la trova affascinante per via del fatto che la ragazza rappresenta il classico stereotipo della dolce occhialuta dei manga. Konata la definisce inoltre un esempio vivente di moe. Alla pari di Kagami in quanto ad intelligenza e cultura, molto spesso si trova a rispondere ai quesiti posti dalle sue amiche sempre con fare molto comprensivo e paziente. È solita ringraziare tutti per qualsiasi favore anche minimo che le viene fatto, sfoggiando forme di ringraziamento (e anche di saluto) molto formali e degne di una ragazza altolocata. Questi suoi modi vengono in parte compensati da una sbadataggine cronica e a tratti buffa che sfoggia inconsapevolmente in molti casi: da quando sbaglia fermata sull'autobus a quando salta per distrazione il suo turno dal medico. Tuttavia, sono sempre la sua dolcezza e la sua intelligenza ad avere la meglio. Sua madre, molto fiera di lei, è praticamente la sua fotocopia e vedendo la figlia così giudiziosa e amata da tutti, si compiace del lavoro svolto nel crescerla.

I personaggi di Lucky Star, da sinistra a destra: Tsukasa, Patricia (davanti), Ayano (dietro), Konata, Yutaka, Minami, Kagami, Hiyori (davanti), Misao (dietro), Miyuki.

### Compagni di scuola
Yutaka Kobayakawa (小早川 ゆたか?, Kobayakawa Yutaka)
Doppiata da: Shizuka Hasegawa (ed. giapponese)  Deborah Morese (ed. italiana)
Cugina di Konata, si trasferisce a casa sua (con somma gioia del padre di Konata) per frequentare la sua stessa scuola. Molto positiva, ha il problema di ammalarsi facilmente e per questo ha pochi amici, tra cui Minami Iwasaki. Come la cugina è preoccupata per la sua bassa statura.
Minami Iwasaki (岩崎 みなみ?, Iwasaki Minami)
Doppiata da: Minori Chihara (ed. giapponese)  Patrizia Mottola (ed. italiana)
Molto introversa e taciturna, diventa immediatamente amica di Yutaka grazie al suo buon cuore. Soffre di un complesso di inferiorità poiché il suo seno è poco sviluppato e teme che non crescerà mai.
Ayano Minegishi (峰岸 あやの?, Minegishi Ayano)
Doppiata da: Mai Aizawa (ed. giapponese) Carolina Benvenga (ed. italiana)
Compagna di classe di Kagami sin dalle medie, è una ragazza tranquilla a cui piace preoccuparsi delle altre persone, tuttavia secondo l'amica Misao quando si arrabbia è molto più spaventosa. Sa cucinare biscotti ed è l'unica fra i personaggi ad avere un ragazzo topo. Ad un certo punto, Kagami paragona lei e Misao a Tsukasa e Konata, dicendo che apparentemente lei tende ad attrarre gli stessi tipi di amici.
Misao Kusakabe (日下部 みさお?, Kusakabe Misao)
Doppiata da: Kaoru Mizuhara (ed. giapponese)  Emanuela Pacotto (ed. italiana)
Misao è stata compagna di classe di Kagami e Ayano da cinque anni fin dalle medie, in particolare lei e Ayano sono amiche d'infanzia. Misao è molto pigra, sempliciotta ed allegra, non le piace studiare e adora i videogiochi seppur non è particolarmente portata per essi. Lei gioca puramente per divertimento, al punto che questo concetto la porta a non preoccuparsi affatto se perde sempre con Kagami, anzi ciò la diverte e fa molte congratulazioni per questo. Ad un certo punto, Kagami paragona Ayano e lei a Tsukasa e Konata, dicendo che apparentemente lei tende ad attrarre gli stessi tipi di amici.
Patricia Martin (パトリシア・マーティン?, Patorishia Mātin)
Doppiata da: Nozomi Sasaki (ed. giapponese)  Perla Liberatori (ed. italiana)
Patricia Martin, soprannominata "Patty", è una studentessa del primo anno trasferitasi dagli Stati Uniti. Frequenta la stessa classe di Yutaka e Minami e lavora assieme a Konata in un cosplay cafè. Patricia è vivace ed energica, ama gli anime, i manga e i videogiochi, e tutto quel che ha imparato del giapponese lo deve ad essi, il che fa in modo che il suo vocabolario linguistico sia insolito. Inoltre lei tende a fare diverse generalizzazioni del Giappone e della cultura giapponese basate sugli stereotipi della cultura otaku, anche più di Konata. Patricia dice di apprezzare molto un gran numero di musicisti giapponesi, tuttavia gli unici che ascolta sono gli autori delle sigle di anime, che sono le uniche che conosce.
Hiyori Tamura (田村 ひより?, Tamura Hiyori)
Doppiata da: Kaori Shimizu (ed. giapponese) Sabrina Bonfitto (ed. italiana)
Hiyori è una realizzatrice amatoriale di doujinshi ed è una compagna di classe di Yutaka, Minami e Patricia. Praticamente una otaku, spazia fra molti generi di anime e manga, preferendo comunque le storie d'amore fra ragazzi (yaoi) o ragazze (yuri). Hiyori è sempre alla ricerca di uno spunto interessante da utilizzare nei suoi fumetti e tende ad immaginare Yutaka e Minami in momenti romantici, al punto da imbarazzarsi e iniziare a parlare fra sé e sé, dicendo di calmarsi o chiedendo mentalmente scusa alle amiche per l'immaginarle in situazioni quasi perverse. È una persona socievole ma a volte un po' sfortunata, e si vergogna all'idea di mostrare alcune sue realizzazioni un po' audaci, soprattutto a coloro dai quali ha tratto ispirazione per i personaggi.

## Altri personaggi
Nanako Kuroi (黒井 ななこ?, Kuroi Nanako)
Doppiata da: Konomi Maeda (ed. giapponese)
Professoressa della classe del gruppo principale, è molto amichevole con i suoi studenti. Giocando online con Konata, conosce le abitudini della ragazza e ogni volta che la trova a dormire in classe sa già che è perché ha passato l'intera notte a giocare. Ancora single, per questo motivo ha sviluppato un certo complesso.
Yui Narumi (成実 ゆい?, Narumi Yui)
Doppiata da: Saori Nishihara (ed. giapponese)
Cugina di Konata, è una poliziotta ma ha diversi problemi a rispettare la legge. Al volante, ad esempio, è facilmente irascibile e tende a guidare in modo spericolato. A casa di Konata va solitamente per giocare o leggere manga, soprattutto quando suo marito è via per lavoro.
Sōjirō Izumi (泉 そうじろう?, Izumi Sōjirō)
Doppiato da: Hirokazu Hiramatsu (ed. giapponese)
Padre di Konata, è una specie di otaku e ha finito per passare i suoi interessi a sua figlia (arrivano a scambiarsi gli stessi videogiochi per adulti). Sojiro apprezza molto le giovani ragazze, al punto da essere spesso definito un lolicom. Quando in televisione parlano dell'arresto di un maniaco, Konata prega sempre che non si tratti del padre.
Tadao Hiiragi (柊 ただお?, Hiiragi Tadao), Miki Hiiragi (柊 みき?, Hiiragi Miki), Inori Hiiragi (柊 いのり?, Hiiragi Inori) e Matsuri Hiiragi (柊 まつり?, Hiiragi Matsuri)
Doppiati rispettivamente da: Tohru Furusawa, Kikuko Inoue, Nozomi Masu, Satomi Akesaka (ed. giapponese)
Sono il padre, la madre e le sorelle maggiori (rispettivamente più vecchia e più giovane) di Kagami e Tsukasa, presumibilmente in età universitaria.
Yukari Takara (高良 ゆかり?, Takara Yukari)
Doppiata da: Mami Kosuge (ed. giapponese)
È la mamma di Miyuki. È molto affabile ed educata, oltre che gentile e sorridente, ma può risultare a volte un po' lenta o sciocchina, per esempio rimanendo al telefono per ore a chiacchierare con una persona che voleva farle un'offerta telefonica, oppure dimenticandosi di prendere il cibo dal forno. Non le piace molto fare le faccende di casa e non è molto abile con gli utensili da cucina. Pur essendo adulta a volte viene scambiata per la sorella maggiore di Miyuki, e viene considerata moe nonostante l'età.
Meito Anisawa (兄沢 命斗?, Anisawa Meito)
Doppiato da: Tomokazu Seki (giapponese) Luca Semeraro (ed. italiana)
Conosciuto anche come Anime Tenchou, è il gestore del negozio d'animazione che Konata regolarmente visita. Lui e il suo staff considerano Konata la loro miglior cliente, chiamandola la "leggendaria ragazza A", e cercano di venderle articoli in maniera vistosa e frenetica, parodizzando i comuni eroi e superguerrieri degli anime. Urla spesso, è molto energico, agisce con impulsività e forte passione, inoltre i suoi movimenti e le sue pose sono spesso citazioni a qualche saga del passato. Nel 2002 la Gainax produsse un OAV, dove Meito Anisawa e i suoi compagni sono i protagonisti.
Kanata Izumi (泉 かなた?, Izumi Kanata)
Doppiata da: Sumi Shimamoto (giapponese)
È la madre di Konata, morta quando lei era ancora una bambina molto piccola. Nelle poche fotografie che vengono mostrate nell'anime, è identica a Konata nell'aspetto fisico (soprattutto altezza e colore di capelli e occhi) tranne per la mancanza di un neo sulla guancia e per la carnagione più chiara (attributi che Konata ha invece ereditato dal padre). Konata e Sojiro ne parlano come una persona dolce e tranquilla, oltre che molto giovanile nell'aspetto.

## Lucky Channel
Akira Kogami (小神 あきら?, Kogami Akira)
Doppiata da: Hiromi Konno (ed. giapponese)
Idol e voce del programma televisivo e radiofonico Lucky Channel, è una ragazza dolce all'apparenza, ma che si trasforma in una spietata ragazza in carriera continuamente in lotta per affermarsi nel mondo dello spettacolo. Solitamente se la prende con la sua spalla, Minoru Shiraishi, anche perché se non altro lui appare anche nella serie originale e sembra perciò venire considerato dagli autori più di lei.
Minoru Shiraishi (白石 みのる?, Shiraishi Minoru)
Doppiato da: Minoru Shiraishi (ed. giapponese)
Spalla di Akira Kogami in Lucky Channel, appare di rado anche nella serie originale come compagno di classe di Konata. È particolarmente sfortunato e in trasmissione viene messo costantemente sotto pressione (e a volte persino picchiato) da Akira.